# Gaziantep
Gaziantep, predhodno in še vedno poluradno poimenovan Antep, je mesto v zahodnem delu turške regije Jugovzhodna Anatolija, približno 185 km vzhodno od Adane in 97 km severno od sirijskega Alepa. Mesto ima dva urbana predela pod svojo upravo Şahinbey in Şehitkamil. Je šesto najbolj naseljeno turško mesto. Leta 2014 je imelo 1.465.019 prebivalcev.